# Sloboda-Mejîrivska, Jmerînka
Sloboda-Mejîrivska (în ucraineană Слобода-Межирівська) este o comună în raionul Jmerînka, regiunea Vinnița, Ucraina, formată numai din satul de reședință.

## Demografie
Componența lingvistică a satului Sloboda-Mejîrivska
     Ucraineană (98,28%)
     Rusă (1,72%)
Conform recensământului din 2001, majoritatea populației satului Sloboda-Mejîrivska era vorbitoare de ucraineană (98,28%), existând în minoritate și vorbitori de rusă (1,72%).